# Nokia 6
Das Nokia 6 (2017) ist ein Smartphone der gehobenen Mittelklasse mit dem Android-Betriebssystem. Es ist das erste Smartphone des finnischen Unternehmens HMD Global, das durch den teilweisen Verkauf der Nokia Geräteabteilung entstanden ist, und das erste Smartphone der Marke Nokia seit dem Lumia 638 im Jahr 2014.

## Spezifikationen
Das Nokia 6 ist mit einem 5,5″-Full-HD-Display ausgestattet und besitzt eine 16-MP-Kamera auf der Rückseite und eine 8-MP-Kamera auf der Vorderseite. Im Asiatischen und Europäischen Markt kann es mit einer einfachen als auch mit doppelter SIM-Karte betrieben werden. Verbaut ist ein Qualcomm Snapdragon 430-Prozessor.
Der interne Speicherplatz ist 32 GB groß und kann per microSD um bis zu 128 GB erweitert werden.

## Veröffentlichung
Das Nokia 6 wurde erstmals am 20. Januar 2017, kurz nach der Ankündigung, in China veröffentlicht. Die Nachfrage war so hoch, und es war innerhalb weniger Minuten nach mehr als einer Million Anmeldungen ausverkauft. Am 26. Februar 2017 gab HMD Global auf dem Mobile World Congress 2017 bekannt, dass das Nokia 6 auch weltweit verkauft wird. Am 30. Mai 2017 wurde es in anderen asiatischen Märkten, darunter Malaysia, eingeführt und ab Juni 2017 in Europa verkauft. Der Start in den Vereinigten Staaten erfolgte am 6. Juli für 229 $.

## Nachfolger

### Nokia 6 (2018)
Im Januar 2018 stellte Nokia vorerst nur für China, später auch global, das Nokia 6 (2018) vor. Die Neuerungen gegenüber dem Nokia 6 (2017) sind der Snapdragon 630-Prozessor, sowie der sich nun auf der Rückseite befindene Fingerabdrucksensor. Die unverbindliche Preisempfehlung seitens HMD Global beträgt in Deutschland 279 €.